# 東野司
東野 司（とうの つかさ、1957年 -）は日本のSF作家、テクニカルライター。愛媛県生まれ。横浜国立大学大学院中退。

## 経歴
「赤い涙」（『SFマガジン』1986年11月号 早川書房）でデビューした。
デビュー作品を初めとして、『ミルキーピア』（早川書房）、『電脳祈祷師』（学習研究社）、『よろず電脳調査局ページ11』（徳間書店）の各シリーズなど、電脳（コンピュータ）が関わる作品を多く発表している。2005年9月から2007年9月まで日本SF作家クラブ第17代事務局長を、2013年3月から2015年8月までの間、第17代会長を務めた。
日本文藝家協会会員、日本児童文学者協会会員。「創作集団プロミネンス」（旧名「少年文芸作家クラブ」）会員。ジュニア冒険小説大賞選考委員。

## 作品リスト

### ミルキ〜ピア物語
- 京美ちゃんの家出 ISBN 4150302928

「京美ちゃんの家出」「聖哉くん、誘拐！」「フェスティバルキャラの逆襲」収録
- つかのまの間奏曲(インターミッション) ISBN 415030324X
- ジュリエット作戦 ISBN 4150303290
- 8ビットの魔術師 ISBN 4150303363
- 京美対京美 南欧の大決闘〈上〉 ISBN 4150303568
- 京美対京美 南欧の大決闘〈下〉 ISBN 4150303576
- 消えた十二支の謎 ISBN 4150303762
- 成層圏スタジアム ISBN 4150303835
- 史上最大のメリークリスマス （SFマガジン1995年1月臨時増刊号）

（単行本未収録）「京美・誕生―小さなイヤリング」「霧のエトランゼ」

### よろず電脳調査局ページ11
- 真夏のホーリーナイト ISBN 419905023X
- 鋼鉄の天使 ISBN 419905054X
- 青の妖精 ISBN 419905099X

### 電脳祈祷師シリーズ
- 電脳祈祷師美帆――邪雷顕現 ISBN 4054007511
- 電脳祈祷師 邪雷幻悩 ISBN 4054008526

### 展翅シリーズ
- 展翅――撩乱 昭和七六年、春 ISBN 4059001708
- 展翅蝶――昭和80年、夏 ISBN 4757506414

### 技術解説書
- ワープロと通信のパソコン術 ISBN 4883092534
- 踊るコンピュータ ISBN 4883090248

### SF短編集
- 赤い涙

「赤い涙」「任務（ベストミッション）」「バッド・チューニング」「門（ゲート）ひらくときに」「こんにちは赤ちゃん」「キャットファイト」収録
- 電脳セッション

「人生スクロール」「アドレスに帰りたい」「暗闇からポップアップ」「スウィートメモリー」「素敵なコンパチブルライフ」「日本一のバグ男」「コンパイラ少女の恐怖」「裏ウィンドウ」「俺たちにROMはない」「デリートしよう、思い出を」「忘れじのキャリッジ・リターン」「I/O牧場の決斗」「マクロの決死圏」「華麗なるフロッピー」「八月の濡れた回路」「ルートディレクトリに進路を取れ」収録
- 恋人はインタフェース ISBN 4883090876

### ノベライズ
- ムーンライトシンドローム ISBN 459402369X
- Project BLUE 地球SOS <1> ISBN 4150308608, <2> ISBN 4150308640  - 小松崎茂『地球SOS』を原作とする同名アニメをノベライズ

### 児童文学
- 何かが来た 2013年7月31日、岩崎書店・21世紀空想科学小説）ISBN 978-4265075027